# لورا جيل
لورا جيل (بالإسبانية: Laura Gil)‏ مواليد 24 أبريل 1992، هي لاعبة كرة سلة إسبانية. تلعب في الدوري الإسباني لكرة السلة للسيدات. يبلغ طولها 6 قدم 3 بوصة (1.9 م). مثلت منتخب بلادها. شاركت في دورة الألعاب الأولمبية الصيفية سنة 2016.

## سجل المنافسة
شاركت في المنافسات التالية:
- الألعاب الأولمبية الصيفية 2016
- كأس العالم لكرة السلة للسيدات 2014

## الميداليات
| الميدالية | المسابقة                           |
| --------- | ---------------------------------- |
| فضية      | الألعاب الأولمبية الصيفية 2016     |
| فضية      | كأس العالم لكرة السلة للسيدات 2014 |

## روابط خارجية
- لورا جيل على موقع الاتحاد الدولي لكرة السلة (الإنجليزية)
- لورا جيل على موقع كرة السلة الأوروبية.كوم (الإنجليزية)
- لورا جيل على موقع بروبوليرز (الإنجليزية)
- لورا جيل على موقع سبورتس رفرنس (الإنجليزية)
- لورا جيل على موقع اللجنة الأولمبية الدولية (الإنجليزية)
- لورا جيل على موقع أوليمبيديا (الإنجليزية)